# Hồ sinh học
Hồ sinh học là một hồ nước được sử dụng để xử lý chất thải (nước thải sinh hoạt, chăn nuôi, công nghiệp...). Trong hồ chứa nhiều loại thực vật nước, tảo, vi sinh vật, phiêu sinh vật, nấm… sinh sống và phát triển; chúng giữ vai trò quan trọng trong quá trình vô cơ hoá các hợp chất hữu cơ của nước thải.

## Nguyên tắc xử lý chất thải
Các quá trình phân huy các chất hữu cơ trong hô sinh học tương tự như quá trình tự rửa sạch ở sông hồ tự nhiên nhưng tốc độ nhanh và hiệu quả hơn. Nguyên tắc hoạt động của hồ sinh học: vi sinh vật sử dụng oxi từ rêu tảo trong hóa trình quang hợp và từ không khí để oxy hóa các chất hữu cơ; rong, tảo sẽ tiêu thụ. Cacbon dioxide, phosphat, nitrat amoni sinh ra từ sự phân hủy, oxy hóa các chất hữu cơ của vi sinh vật.

## Phân loại
Có ba loại hồ sinh học như sau: 
- Hồ kỵ khí;
- Hồ tùy tiện;
- Hồ xử lý triệt để hay hồ hiếu khí. [1]

## Một số hồ điều hoà
- Ao điều hoà tại các cơ sở, trang trại chăn nuôi
- Hồ điều hoà tại các khu dân cư, trong đô thị, công viên